# Japan Open Tennis Championships 2017 - Doppio
Marcel Granollers e Marcin Matkowski erano i detentori del titolo, ma Granollers ha partecipato al torneo di Pechino. Matkowski ha giocato con Aisam-ul-Haq Qureshi e sono stati eliminati al primo turno da Santiago González e Julio Peralta.
Ben McLachlan e Yasutaka Uchiyama hanno vinto il torneo sconfiggendo in finale Jamie Murray e Bruno Soares con il punteggio di 6–4, 7–6(1).

## Teste di serie
1. Jean-Julien Rojer /  Horia Tecău (quarti di finale)
2. Jamie Murray /  Bruno Soares (finalisti)

1. Raven Klaasen /  Rajeev Ram (quarti di finale)
2. Ryan Harrison /  Michael Venus (primo turno)

## Qualificati
1. Treat Conrad Huey /  Adil Shamasdin (primo turno)

## Wild card
1. Toshihide Matsui /  Yūichi Sugita (primo turno)

1. Ben McLachlan /  Yasutaka Uchiyama (campioni)

## Tabellone

### Legenda
| - Q = Qualificato - WC = Wild card - LL = Lucky loser | - ALT = Alternate - SE = Special Exempt - PR = Protected Ranking | - w/o = Walkover - r = Ritirato - d = Squalificato |

|  | Primo turno               | Primo turno               | Primo turno             | Primo turno | Primo turno |  |  | Quarti di finale      | Quarti di finale       | Quarti di finale       | Quarti di finale     | Quarti di finale     |   |      | Semifinali | Semifinali             | Semifinali             | Semifinali        | Semifinali        |   |      | Finale | Finale | Finale | Finale | Finale |  |
|  |                           |                           |                         |             |             |  |  |                       |                        |                        |                      |                      |   |      |            |                        |                        |                   |                   |   |      |        |        |        |        |        |  |
|  | 1                         | J-J Rojer H Tecău         | 65                      | 6           | [10]        |  |  |                       |                        |                        |                      |                      |   |      |            |                        |                        |                   |                   |   |      |        |        |        |        |        |  |
|  |                           | F López M López           | 7                       | 2           | [5]         |  |  | 1                     | J-J Rojer H Tecău      | J-J Rojer H Tecău      | 62                   | 63                   |   |      |            |                        |                        |                   |                   |   |      |        |        |        |        |        |  |
|  | WC                        | B McLachlan Y Uchiyama    | 6                       | 65          | [10]        |  |  | WC                    | B McLachlan Y Uchiyama | B McLachlan Y Uchiyama | 7                    | 7                    |   |      |            |                        |                        |                   |                   |   |      |        |        |        |        |        |  |
|  | Q                         | T Huey A Shamasdin        | 2                       | 7           | [7]         |  |  |                       |                        |                        |                      |                      |   |      | WC         | B McLachlan Y Uchiyama | B McLachlan Y Uchiyama | 7                 | 6                 |   |      |        |        |        |        |        |  |
|  | 3                         | R Klaasen R Ram           | R Klaasen R Ram         | 6           | 7           |  |  |                       |                        |                        | S González J Peralta | S González J Peralta | 5 | 4    |            |                        |                        |                   |                   |   |      |        |        |        |        |        |  |
|  |                           | F Škugor V Troicki        | F Škugor V Troicki      | 3           | 65          |  |  | 3                     | R Klaasen R Ram        | 6                      | 65                   | [9]                  |   |      |            |                        |                        |                   |                   |   |      |        |        |        |        |        |  |
|  | M Matkowski A-u-H Qureshi | M Matkowski A-u-H Qureshi | 3                       | 7           | [10]        |  |  |                       | S González J Peralta   | 2                      | 7                    | [11]                 |   |      |            |                        |                        |                   |                   |   |      |        |        |        |        |        |  |
|  | S González J Peralta      | S González J Peralta      | 6                       | 5           | [12]        |  |  |                       |                        |                        |                      |                      |   |      | WC         | B McLachlan Y Uchiyama | B McLachlan Y Uchiyama | 6                 | 7                 |   |      |        |        |        |        |        |  |
|  | WC                        | T Matsui Y Sugita         | T Matsui Y Sugita       | 0           | 2           |  |  |                       |                        |                        |                      |                      |   |      |            |                        | 2                      | J Murray B Soares | J Murray B Soares | 4 | 6(1) |        |        |        |        |        |  |
|  |                           | D Schwartzman D Thiem     | D Schwartzman D Thiem   | 6           | 6           |  |  | D Schwartzman D Thiem | D Schwartzman D Thiem  | 6                      | 4                    | [3]                  |   |      |            |                        |                        |                   |                   |   |      |        |        |        |        |        |  |
|  |                           | D Inglot D Nestor         | D Inglot D Nestor       | 6           | 7           |  |  | D Inglot D Nestor     | D Inglot D Nestor      | 4                      | 6                    | [10]                 |   |      |            |                        |                        |                   |                   |   |      |        |        |        |        |        |  |
|  | 4                         | R Harrison M Venus        | R Harrison M Venus      | 4           | 6(1)        |  |  |                       |                        |                        |                      |                      |   |      |            | D Inglot D Nestor      | 7                      | 1                 | [9]               |   |      |        |        |        |        |        |  |
|  | N Mektić N Monroe         | N Mektić N Monroe         | N Mektić N Monroe       | 63          | 3           |  |  |                       |                        | 2                      | J Murray B Soares    | 63                   | 6 | [11] |            |                        |                        |                   |                   |   |      |        |        |        |        |        |  |
|  | M Daniell M Demoliner     | M Daniell M Demoliner     | M Daniell M Demoliner   | 7           | 6           |  |  |                       | M Daniell M Demoliner  | M Daniell M Demoliner  | 3                    | 4                    |   |      |            |                        |                        |                   |                   |   |      |        |        |        |        |        |  |
|  |                           | B Paire A Ramos Viñolas   | B Paire A Ramos Viñolas | 1           | 5           |  |  | 2                     | J Murray B Soares      | J Murray B Soares      | 6                    | 6                    |   |      |            |                        |                        |                   |                   |   |      |        |        |        |        |        |  |
|  | 2                         | J Murray B Soares         | J Murray B Soares       | 6           | 7           |  |  |                       |                        |                        |                      |                      |   |      |            |                        |                        |                   |                   |   |      |        |        |        |        |        |  |

## Qualificazioni

### Teste di serie
1. Maks Mirny /  Philipp Oswald (primo turno)

1. Treat Conrad Huey /  Adil Shamasdin (qualificati)

### Qualificati
1. Treat Conrad Huey /  Adil Shamasdin

### Tabellone
|  | Primo turno | Primo turno                      | Primo turno                      | Primo turno | Primo turno |  |  | Ultimo turno | Ultimo turno                     | Ultimo turno                     | Ultimo turno | Ultimo turno |  |
|  |             |                                  |                                  |             |             |  |  |              |                                  |                                  |              |              |  |
|  | 1           | Maks Mirny Philipp Oswald        | Maks Mirny Philipp Oswald        | 5           | 6           |  |  |              |                                  |                                  |              |              |  |
|  | WC          | Sho Shimabukuro Kaito Uesugi     | Sho Shimabukuro Kaito Uesugi     | 7           | 7           |  |  | WC           | Sho Shimabukuro Kaito Uesugi     | Sho Shimabukuro Kaito Uesugi     | 2            | 2            |  |
|  |             | Radu Albot Daniil Medvedev       | Radu Albot Daniil Medvedev       | 3           | 68          |  |  | 2            | Treat Conrad Huey Adil Shamasdin | Treat Conrad Huey Adil Shamasdin | 6            | 6            |  |
|  | 2           | Treat Conrad Huey Adil Shamasdin | Treat Conrad Huey Adil Shamasdin | 6           | 7           |  |  |              |                                  |                                  |              |              |  |